# 特長生 (電視劇)
《特長生》，為泰國One 31與LINE TV於2018年8月5日起播出的科幻懸疑電視劇，改編自2015年的同名短篇電影，由Nanon、Chimon、Lily、Ssing、Jane、Gun、Fiat及Puimek主演。
此劇由GMMTV與製作人Parbdee Taweesuk合作拍攝，於2018年8月在One 31電視台及LINE TV首播，同年11月終映。LiTV 線上影視全劇上架。2020年9月，此劇的第二季《特長生：畢業季》於泰國開始播映。
本剧曾在2019年上海电视节获得白玉兰奖“最佳海外电视剧（长）”提名。

## 劇情簡介
Pang是一個平凡的高中生，於Ritdha高中就讀。但是該校有一個分級制度，將學生按照學業成績區分成不同階級。Pang被分到最底層的八班，在學校的待遇最低，已沒有提升等級的希望。
但是，Pang在分班考試時發現有空間給予底層學生上流，最終他成功進入最高等的特長生班別。但是，自從第一日在班上上課時，他發現特長生計劃很奇怪，並很快與他的天才同學釋放了他們長期以來隱藏的超能力，源於其個性和行為的超自然和超人類能力。
Pang和他的同學在發揮他們的潛能後，發現了該計劃背後的恐怖秘密，並打破了折磨了幾代學生的制度。

## 演員陣容
註：括號內的演員姓名為小名。

### 主要人物
- 格拉帕·格潘（Nanon）飾演 Pang

Ritdha高中特長生班別的學生，曾在底層八班的苦苦掙扎，透過學校的分班考試進入特長生計劃，成為第一個八班出身的特長生。 他發現自己具有控制思想的力量，在其中，他可以強迫某人通過與受試者的身體接觸，進而改變他們的想法甚至命令他們完成他的指令。他與天才同學Namtaan和Ohm很親密，是Wave的仇恨對象，但後來與他合作抗衡學校。第一季結尾他抗衡失敗，被Pom消除所有特長班的一切包括自己是特長生身份。可是最後被Wave暗示下回復所有的記憶。並決定和特長班所有學生一起並肩作戰
- 瓦奇拉維·讓維瓦（Chimon）飾演 Wave

特長生，擁有透過接觸來控制和操縱電子機器的能力，以及在數學、電腦編程有天賦。他的性格粗魯自大，並討厭其他學生的鋒芒蓋過自己，尤其對Pang特別懷有敵意，但後來兩人和好。
- 妮查帕拉克·彤坎姆（Lilly）飾演 Namtaan

特長生，擁有記憶感知能力，通過接觸能看到或聽到物體上相關事件的能力，副作用是心跳會加速，但她患有原發性高血壓，這限制了她無法充分使用自己的超能力，使用過度會導致昏迷。第二季因為一場爆炸事故為了救一名老師而受傷要到國外治療，也因此特長班就此廢除。
- 哈里·奇瓦加隆（Ssing）飾演 Ohm

Pang和Namtaan的朋友，特長生，擁有精神動力能力，能夠使物體（包括人類）消失及帶回，很快就成為眾人之間的隱形傳送途徑，這種力量與他大多數時候健忘和丟掉東西的性格有關。當使用他的力量時會流鼻血，這表明他的力量已經顯現。
- 娜米妲·吉勒娜拉帕（Jane）飾演 Claire

Punn的女友、Korn的朋友，特長生，戲劇學會成員，能夠看到一個人的光環並將光環的顏色與某種情感聯繫（橙色代表幸福，藍色代表悲傷，紅色代表憤怒，粉紅色代表愛，黃色代表信心，綠色代表討厭，紫色代表恐懼），力量與她對表演的熱情相關。
- 阿塔潘·葐沙瓦（Gun）飾演 Punn Taweesilp

特長生，具有模仿和掌握能力的能力，可以透過觀看或學習完美地複製一項技能，使他發展出多種個性（他的正常自我、領導者、偏執狂、交戰者和自殺者）。
- 帕塔丹·詹金（Fiat）飾演 Korn

特長生，能維持清醒幾天而不會困倦。他迷戀自兒時起認識的朋友Claire，直到Claire拒絕了他的愛才死心。他很熱愛攝影，使他與Koi很熟稔。
- 娜帕誦·薇拉尤蒂萊（Puimek）飾演 Mon

Art的女友，特長生，武術學會成員，擁有超人力量，很強的敏捷性和協調性，可用於打架之上，超能力與她對運動的熱情相關，但副作用是汗液、眼淚會放大接觸者的負面情緒，進而產生暴動。

### 教師
- 卡特里亚·英格利希（Kat）飾演 Ladda

訓導主任。
- 查澈威·德查拉朋（Victor）飾演 Pom

前特長生，現為特長生班別的老師。他是第三批畢業的特長生，擁有記憶操縱的能力，可以透過觸摸頭部來消除某人的記憶，但必須首先將該對象置於催眠狀態，並且條件嚴格，必須以調節器的節奏作為媒介。
- 旺查纳·萨瓦迪（Bird）飾演 Supot Chueamanee

校長，特長生計劃的主理人。他堅信在一個社會中，強者會領導弱者或劣等者，這反映在學校的學生等級制度，尤其在虐待低年級學生和對天才多加愛護的做法。 他具有與Pang相同，卻更強大的精神控制能力。由於他和Pang擁有相同的能力，因此他們無法相互對抗。

### 學生
- 查亞功·朱塔瑪斯（JJ）飾演 Jo

特長生，與Jack是雙胞胎哥哥弟弟關係，擁有雙胞胎感應技能。
- 查亞彭·朱塔瑪斯（AJ）飾演 Jack

特長生，與Jo是雙胞胎哥哥弟弟關係，擁有雙胞胎感應技能。
- 婉维茉·珍萨瓦米缇（June）飾演 Koi

新聞學會成員，負責攝影工作，三級學生。她在Ladda的秘密命令下採取行動，以收集有關特長生計劃的信息。她讓Korn愛上了她，並試圖透過Korn收集機密信息，揭露特長生計劃的真相。
- Pumipat Paiboon（Prame）飾演 Nac

Pang的朋友，一級學生，渴望加入特長生計劃，武術學會的成員。
- Suthita Kornsai 飾演 Mamuang

學校新聞網站的管理員和編輯。
- Pumrapee Raksachat 飾演 Folk

Ohm以前的同學和最好的朋友，在一次意外中被Ohm變成消失狀態。
- Duangkamol Sukkawatwiboon 飾演 Chayanee Prachkarit

Namtaan的媽媽。
- Praeploy Oree 飾演 Pangrum

戲劇學會成員。
- Chatchanut Prapaweewattananon 飾演 Best

戲劇學會學生負責人兼舞台導演。
- Thanakorn Ponwannapongsa 飾演 Fluk

戲劇學會成員。
- Manatchaya Phutthakao 飾演 Chaem

戲劇學會成員，負責服裝設計。
- Thongchai Pimapansree 飾演 Art

武術學會主席，Mon的男友。
- Rapee Pattanacharoen 飾演 Duke

申請加入武術學會的學生，後來因偷竊別人的胸罩被驅逐。
- Tipnapa Chaipongpat 飾演 Jane

武術學會成員。

### 特別出演
- Supakan Benjaarruk（Nok）飾演 Nicha Kannula

特長生計劃的第一位學生，擁有可以阻斷任何病原體的抗體，可以使她的身體從所有細菌和病毒感染中免疫，潛力與她對化學的熱情有關。她的身體還可以中和毒藥，使她在同學和研究夥伴Wipawee試圖殺死她時免疫。
- Nattamon Thongchiew 飾演 Wipawee Suwannaparn

Nicha的同學和研究夥伴，曾試圖毒死Nicha和學校裡的所有人，在學校大樓屋頂上被Ladda女士抓住後，與Nicha糾纏期間喪生。
- 吉拉迪·塔瓦翁 飾演 Chanon Taweepong（Non）

特長生計劃第三批學生，具有高精度計算的能力，與他對太空科學的熱情息息相關。他試圖揭露Chueamanee主任以來自下層階級的學生為對象，對Pom進行記憶操縱的危險實驗。

## 外部連結
- GMMTV官方網站 （页面存档备份，存于）（泰文）
- MyDramaList 劇集介紹及劇評 （页面存档备份，存于）（英文）
- 豆瓣劇集介紹 （页面存档备份，存于）（中文）